# 近地点航天
近地点航天（英語：Perigee Aerospace）是韩国大田的一家私人航天公司，主要目标为轨道飞行和亚轨道太空飞行的发射载具的开发与制造。公司正式成立于2018年，前期工作始于2012年，最初的目标是发射探空火箭。
近地点航天目前有30名员工，该公司开发了代号为“蓝鲸1号”的輕型運載火箭，计划于2021年首次发射，此外还计划研发更大型的火箭。

## 载具

### 蓝鲸1号
两级的蓝鲸1号计划成为世界上最小的轨道火箭，其重量仅为1790公斤，从澳大利亚南澳大利亚州捕鲸者之路火箭发射场发射，可以将50公斤的物体送入500公里的太阳同步轨道。首次发射计划在2021年开始，公司的目标是以每次200万美元价格每年发射40枚蓝鲸1号火箭。

### 探空火箭
根据东亚日报旗下教育项目探索大学网站上的采访，近地点航天还计划发射与韩国科学技术院合作的探空火箭，目前尚未确定火箭的规格与发射日期。